# Barkó Judit
Barkó Judit (Budapest, 1964. július 25. –) magyar televíziós műsorvezető, újságíró, író, kommunikációs mentor.

## Életpályája
„Terézvárosban nőttem fel egy apró, körfolyosós lakásban, velünk élt még Mami is, az anyai nagymamám. Olyan melegség, szeretet, biztatás, és elfogadás vett körül, amire egész életemben támaszkodni tudok.”

Érettségi után idegenvezőként, tolmácsként dolgozott, rövid ideig a Jahn Ferenc Kórházban orvosi könyvtáros volt. Az ELTE ÁITFK angol–magyar szakán 1989-ben diplomázott. Néhány évig angol nyelvet tanított a Külkereskedelmi Oktatási Központban és a Vörösmarty Általános Iskolában. Filmeket, cikkeket és szakkönyveket fordított.  
1992-től 2013-ig az első magyar műholdas csatorna, a  Duna Televízió munkatársa. Kezdetben bemondó, később szerkesztő-riporter, műsorvezető, felelős szerkesztő (Híradó, Kedves, Kívánságműsor, gálák, jeles napok, portréfilmek, Virradóra, Indul a nap, Kalendárium, Szellem órája, Mit főzzünk ma?, Reggel, Család – Barát, Térkép, Lélek Boulevard stb.).
2006-tól egy évig részt vett az induló Vital TV szerkesztőségének kialakításában. 
2010-től kommunikációs mentorként személyre szabott tréningeket, előadásokat tart. Lényegében nyilvános szereplésre: prezentációra, állásinterjúra, tv-rádió szereplésre, vizsgára készít föl olyan embereket, akik lámpalázasak, izgulnak, nehezen fejezik ki magukat, vagy képtelenek az önérvényesítésre, gyakran kerülnek téttel járó kommunikációs helyzetekbe. Az ANTiIZGULIN nevű módszer kidolgozója.

## Publikációi
- 1995–2012  Ideál, Képes Európa, Elixír magazin: riportok, interjúk, glosszák, novellák
- 2003 – Híres Aurák c. riportkötet megjelenése (Forever Kiadó)
- 2010 – A Királynő c. könyv megjelenése (Új tudatosság Kiadó)
- 2016 – ANTiIZGULIN c. könyv megjelenése (Saxum Kiadó)
- 2017 – ANTiIZGULIN c. könyv második kiadás megjelenése (Saxum Kiadó)
- 2019 – Lámpaláz Off! - ANTiIZGULIN c. könyv megjelenése (Saxum Kiadó)

## Díjai, elismerései
- 1994 – Nívó-díj (DTV)
- 1998 – Arany Sirály díj - az Év Műsorvezetője
- 2003 – Nívó-díj (DTV)
- 2007 – 15 éves Jubileumi Díj (DTV)